# 세트리마이드
세트리마이드(Cetrimide)는 세트리모늄 브로마이드(CTAB)를 포함한 4차 암모늄 염 혼합물인 살균소독제이다. 세트리마이드는 ICI에서 처음 발견하고 개발되었다.

## 세트리마이드 배지
세트리마이드 우무배지라고도 하는 세트리마이드 배지(Cetrimide agar)는 그람 음성균인 녹농균(Pseudomonas aeruginosa)을 선택적으로 분리하는 데 사용되는 한천의 일종이다. 이름에서 알 수 있듯이 대체 미생물 군집에 대한 선택제인 세트리미드가 포함되어 있다. 세트리미드는 또한 각각 특징적인 청록색 및 황록색을 나타내는 pyocyanin과 pyoverdine 같은 Pseudomonas 안료 생산을 향상시킨다. 세트리마이드 배지는 화장품, 의약품, 임상 표본 등에서 녹농균의 존재 여부를 검사하기 위해 사용되는 경우가 많다.